# Brad Mills
Bradley "Brad" Mills, född 3 maj 1983, är en kanadensisk professionell ishockeyspelare som tillhör NHL-organisationen Ottawa Senators och spelar för deras primära samarbetspartner Binghamton Senators i American Hockey League (AHL). Han har tidigare spelat på NHL-nivå för New Jersey Devils och Chicago Blackhawks och på lägre nivåer för Lowell Devils, Albany Devils och Rockford IceHogs i AHL, Trenton Devils och Utah Grizzlies i ECHL och Yale Bulldogs (Yale University) i National Collegiate Athletic Association (NCAA).
Mills blev aldrig draftad av något lag.

## Statistik
| 2002–2003   | Fort McMurray Oil Barons | AJHL        | 62  | 20 | 47 | 67  | 73  | — | — | — | — | — |
| 2003–2004   | Yale Bulldogs            | NCAA        | 27  | 4  | 7  | 11  | 18  | — | — | — | — | — |
| 2004–2005   | Yale Bulldogs            | NCAA        | 27  | 12 | 14 | 26  | 30  | — | — | — | — | — |
| 2005–2006   | Yale Bulldogs            | NCAA        | 22  | 8  | 8  | 16  | 65  | — | — | — | — | — |
| 2006–2007   | Yale Bulldogs            | NCAA        | 20  | 2  | 6  | 8   | 39  | — | — | — | — | — |
|             | Lowell Devils            | AHL         | 8   | 0  | 1  | 1   | 4   | — | — | — | — | — |
| 2007–2008   | Lowell Devils            | AHL         | 16  | 1  | 2  | 3   | 44  | — | — | — | — | — |
| 2007–2008   | Trenton Devils           | ECHL        | 26  | 9  | 7  | 16  | 67  | — | — | — | — | — |
| 2008–2009   | Lowell Devils            | AHL         | 75  | 5  | 16 | 21  | 108 | — | — | — | — | — |
| 2009–2010   | Lowell Devils            | AHL         | 51  | 12 | 7  | 19  | 67  | 2 | 1 | 2 | 3 | 4 |
| 2010–2011   | New Jersey Devils        | NHL         | 4   | 1  | 0  | 1   | 5   | — | — | — | — | — |
|             | Albany Devils            | AHL         | 53  | 15 | 9  | 24  | 102 | — | — | — | — | — |
| 2011–2012   | New Jersey Devils        | AHL         | 27  | 0  | 1  | 1   | 32  | — | — | — | — | — |
|             | Albany Devils            | AHL         | 49  | 6  | 16 | 22  | 90  | — | — | — | — | — |
| 2012–2013   | Utah Grizzlies           | ECHL        | 27  | 15 | 20 | 35  | 116 | — | — | — | — | — |
|             | Rockford IceHogs         | AHL         | 33  | 7  | 9  | 16  | 60  | — | — | — | — | — |
| 2013–2014   | Chicago Blackhawks       | NHL         | 3   | 0  | 0  | 0   | 0   | — | — | — | — | — |
|             | Rockford IceHogs         | AHL         | 28  | 8  | 6  | 14  | 49  | — | — | — | — | — |
| 2014–2015   | Binghamton Senators      | AHL         | 9   | 1  | 2  | 3   | 11  | — | — | — | — | — |
| NHL totalt  | NHL totalt               | NHL totalt  | 34  | 1  | 1  | 2   | 37  | — | — | — | — | — |
| AHL totalt  | AHL totalt               | AHL totalt  | 322 | 55 | 68 | 123 | 535 | 2 | 1 | 2 | 3 | 4 |
| ECHL totalt | ECHL totalt              | ECHL totalt | 53  | 24 | 27 | 51  | 183 | — | — | — | — | — |
| NCAA totalt | NCAA totalt              | NCAA totalt | 96  | 26 | 35 | 61  | 152 | — | — | — | — | — |